# Теодор Янкович
Теодор Янкович е педагог и езиковед от сръбски произход в Свещената Римска империя и Руската империя (на служба при Екатерина Велика), член на Императорската академия на науките и изкуствата в Русия.

## Биография
Роден е през 1741 година в Сремска Каменица, Свещена Римска империя. Известен е още като Теодор Янкович де Мириево, понеже родът му е с произход от с. Мириево, днес квартал на Белград.
Получава юридическо и административно образование (по управление) от Виенския университет. От 1773 г. е директор на държавните училища в Тамишки Банат, част от станалото известно по-късно Войводство Сърбия и Тамишки Банат. Свежда и налага хабсбургския училищен устав в славяносръбските училища в Банат, съобразявайки го с традициите на славянското население. Изготвя специално педагогическо ръководство.
През 1782 г. по покана на Екатерина Велика се мести в Русия. Оглавява „Комисията за учредяване на държавни училища“, като изготвя общ план на училищната система, легитимиран с Устав от 1786 г., с който се учредяват малки народни училища и големи народни училища, като организира и обучение на учители за тези училища в откритото за целта по негова инициатива Петербургско главно общонародно училище, чийто директор е в годините 1783 – 85.
От 1783 г. е член на Императорската академия на науките и изкуствата, като под неговата редакция излиза второто четиритомно издание на Санктпетербургските сравнителни речници на всички езици и наречия.
Умира през 1814 г. в Санкт Петербург.

## За него
- Рождественский С. В., Очерки по истории систем народного просвещения в России в XVIII-XIX в., СПБ, 1912
- Константинов Н. А., Струминский В. Я., Очерки по истории начального образования в России, 2 изд., Москва., 1953, стр. 61 – 78
- Очерки истории школы и педагогической мысли народов СССР. XVIII в. – первая половина XIX в., под ред. М. Ф. Шабаевой, Москва., 1973, стр. 143 – 54